# Phyllophaga fervida
Phyllophaga fervida är en skalbaggsart som beskrevs av Fabricius 1775. Phyllophaga fervida ingår i släktet Phyllophaga och familjen Melolonthidae. Inga underarter finns listade i Catalogue of Life.